# Tarni prijenos
Tarni prijenos ili frikcijski prijenos je najjednostavniji oblik mehaničkog prijenosa neposrednim dodirom (samo trenjem dodirnih površina). Snaga se njima prenosi s jednog vratila na drugo međusobnim trenjem vijenaca ili bočnih površina tarnih kola (tarenica) koja su na njima učvršćena. Osim toga, tarni je prijenos primjenjiv i u slučajevima gdje se vratila koja u njemu sudjeluju križaju u prostoru pod nekim, najčešće pod pravim kutom. Tada, naravno, vijenci tarenica moraju imati oblik krnjih stožaca. Također postoje i tarni prijenosi s tarenicama sfernog i kombiniranih oblika. Jedan od glavnih nedostataka svih tih tarnih prijenosa, to jest nepovoljni odnos između obodne sile koja se prenosi i za to potrebnog tlaka jedne tarenice na drugu, može se poboljšati posebnom izvedbom. Vijenac veće tarenice ima žlijeb u koji zadire vijenac klinasta oblika manje tarenice. Kod tarnog prijenosa može doći do proklizavanja, a i puzanja.

## Vrste tarnih prijenosnika
Tarni prijenos je strojni dio kojim se prenosi gibanje od jedne tarenice na drugu samo trenjem dodirnih površina. Zbog toga može kod tarnih prijenosnika doći do proklizavanja, a i puzanja. Razlikujemo tarne prijenosnike:
- s konstantnim prijenosnim omjerom;
- s mogućnošću kontinuirane promjene prijenosnog omjera i
- s mogućnošću promjene gibanja.

Tarni prijenosnici odlikuju se jednostavnom izradom, malim razmakom osi i niskim troškovima održavanja. Proklizavanje je određena mogućnost zaštite protiv preopterećenja. Nedostatak tarnih prijenosnika je puzanje, koje se ne može izbjeći, te potreba za velikim tlačnim silama, što opet izaziva visoko opterećenje ležaja. Vijek trajanja tarnih prijenosnika i snage koje se mogu prenositi zavise od svojstava materijala tarenica (tvrdoća, čvrstoća, otpornost na trošenje).
Tarni prijenosi se dijele i s obzirom na položaj vratila, na one s paralelnim i one s ukrštenim vratilima; s obzirom na oblik tarenice, na cilindrične, stožaste i sferne, i s obzirom na površinu vijenca tarenica na one s ravnim, s nažlijebljenim i klinovitim obodnim površinama tarenica. Zbog dosta raširene primjene tarnih prijenosa u varijatorima, za njih je, uz ovu podjelu prema obliku njihovih uređaja i dijelova, dosta važna i podjela prema tome da li im je prijenosni omjer stalan ili promjenjiv. 

### Tarni prijenos s konstantnim prijenosnim omjerom
Služi za prijenos manjih snaga i za manje razmake osi vratila. Tlačna sila između tarenica može se ostvariti oprugom, pa tarenica na koju djeluje opruga mora biti pokretljiva. Stožaste tarenice trebaju za prijenos jednako velikog okretnog momenta sile, manju silu pritiska tarenica. Suvremene konstrukcije omogućuju da se sile pritiska tarenica automatski prilagođuju visini snage koju treba prenijeti.

### Tarni prijenos s mogućnošću kontinuirane promjene prijenosnog omjera
Mogu se izvesti razne izvedbe tarenica za takav pogon. Uobičajene su kombinacije kružna ploča s valjkom ili stožac i valjak. Iz različitih mogućnosti izbora oblika tarenica i njihovog međusobnog položaja treba birati one kod kojih je puzanje, potrebna sila pritiska tarenica i time izazvano opterećenje materijala, najniže. Elastično puzanje treba iznositi do 1% obodne brzine.

## Materijali za izradu tarenica
Na dodirnim površinama dolazi djelovanjem opterećenja do kontaktnog naprezanja. Prekoračenjem kontaktne čvrstoće nastaje pojava rupičavosti (engl., pitting). Diferencijalnim i elastičnim puzanjem dolazi do trošenja, pa je vijek trajanja time ograničen. Osim toga, trenjem se razvija toplina na mjestima dodira, koja može dovesti do nedopuštenog zagrijavanja na mjestima dodira. 
Tarenice od metala (čelik/čelik) trebaju zbog niskih koeficijenata trenja (μ ≈ 0,04 do 0,08; podmazivano uljem) biti međusobno tlačene visokim silama, što dovodi do visokih opterećenja ležaja. Najčešća upotreba sparivanja čelik/čelik je kod tarnih prijenosnika, s mogućnošću kontinuirane promjene prijenosnog omjera. Omogućuju prijenos velikih snaga, uz male gubitke i duži vijek trajanja, jer visoka kontaktna opteretivost i otpornost protiv trošenja, podnosi visoke sile međusobnog tlačenja tarenica. Kao materijal dolazi u obzir kaljeni čelik s HRC = 60 (najfinije obrađen). Tarenice se podmazuju uljem. Ako je diferencijalno puzanje nisko, tarenice mogu raditi i na suho. 
Tarenice od sivog lijeva također rade na suho. Sivi lijev je u prednosti ako su tarenice složenog oblika ili velikih dimenzija. Dopuštena kontaktna naprezanja tarenica od sivog lijeva niža su od onih koji vrijede za čelik. Kombinacije SL/SL vrlo su rijetke. Najčešće se sivi lijev kombinira s gumom ili prešanom plastičnom masom. 
Tarenice od gume sparivane s tarenicama od čelika ili sivog lijeva imaju vrlo visok koeficijent trenja (μ ≈ 0,8, kod rada nasuho), pa sila međusobnog tlačenja tarenica može biti niska. Tarni prijenosnici s jednom tarenicom od gume, a drugom čelika ili sivog lijeva rade vrlo tiho, ali su po mogućnosti prijenosa snage dosta ograničene. Najčešće se upotrebljavaju za tarni prijenos s konstantnim prijenosnim omjerom. Diferencijalno puzanje treba biti nisko. Zbog velike deformacije tarenice od gume nastaje jako zagrijavanje (oko 60 ºC do 70 ºC). Guma koja se upotrebljava za tarenice tvrdoće je 80 do 90 Shorea, velike je otpornosti na trošenje, a postojana je prema temperaturi i starenju. 
Materijali tarenica mogu biti i plastični materijali (slojeviti prešani materijali tipa 2081 do 2083; DIN 7735), laminati prešanog drveta (lignofol), koji se sparuju s tarenicama čelika ili sivog lijeva. Koeficijent trenja iznosi kod mekših vrsta μ ≈ 0,45, a kod tvrdih μ ≈ 0,4.

### Izvedbe i konstrukcijski materijali
Tarenice se uvijek izrađuju u jednodijelnoj izvedbi. Dakako, od konstrukcijskih materijala njihovih tarnih površina traži se velika otpornost prema trošenju i djelovanju viših temperatura, visoki modul elastičnosti, osobito veliki koeficijent trenja (koji bi bio što manje zavisan od okoline) i što manja higroskopnost. 
Zbog toga se materijal za izradu obloge tarenica bira kako prema potrebnom koeficijentu trenja, tako i prema potrebnoj tlačnoj sili i dopuštenom dodirnom tlaku. Obične kombinacije materijala u ovim prijenosima jesu: kaljeni čelik - kaljeni čelik, čelik - guma, gumirano tkivo, tekstoliti, sivi lijev - sivi lijev ili koža, prešani papir, guma, drvo, tekstoliti. Općenito najprikladnije od ovih kombinacija pokazale su se one od čelika i tekstolita. Prednost im je u tome što se pri kotrljanju površina od tih materijala jednih po drugima razvija razmjerno vrlo malo buke. Kad su površine vijenaca nekog prijenosa od različitih materijala, važnije je da se zaštiti veća (vođena tarenica), pa se obično vodeća tarenica izrađuje od mekšeg materijala, odnosno oblaže. Primjer je oblaganje vođene tarenice kod tarnog prijenosa za povratni (reverzibilni) pogon vretenaste ili vijčane preše, pri čemu se prenose veliki momenti. Obloga je od kože. Obloge vijenaca tarenica troše se u pogonu, pa ih je potrebno zamjenjivati. Zbog toga se od izvedbe uređaja tarnih prijenosa traži da bude takva da dopušta jednostavno izvođenje zamjene. 
Kad u tarnom prijenosu sudjeluju nemetalni materijali, sustav radi bez podmazivanja. Tarni prijenosi s metalnim tarenicama bez nemetalnih obloga mogu raditi na suho, uz podmazivanje i što više sasvim uloženi u ulju. Uređaji tarnih prijenosa koji se podmazuju imaju veću trajnost, ali im je stupanj korisnog djelovanja manji. Uređaji tarnih prijenosa s metalnim vijencima tarenica koji nisu podmazivani rade s većim koeficijentom trenja i zbog toga s manjim tlačnim silama i s manje proklizavanja, imaju manje mjere (zauzimaju manje prostora) i rade s boljim stupnjem korisnog učinka. 

## Prijenosni omjer tarnih prijenosa
Normalne veličine prijenosnih omjera tarnih prijenosa obične izvedbe ne prelaze 6, a najviše ide do 10. Kod većih snaga dolazi do proklizavanja tako da se prijenosni omjer umanjuje obično za 0,97 (3% manji). 

## Sile u tarnim prijenosima
Otpor trenja Fμ, koji uzrokuje okretanje vođene tarenice, posljedica je djelovanja tlaka predstavljenog normalnom (okomitom) silom Fn koja djeluje na mjestu dodira vijenaca tarenica. Tako na primjer za tarenice od lijevanog željeza s čistim i suhim površinama, pri čemu je μ ≈ 0,1 može se izračunati da je Fμ ≈ 10∙Fn, što znači da je takav prijenos već i razmjerno malih sila povezan s vrlo velikim opterećenjem vratila i ležaja. 
Očito su ovi prijenosi to povoljniji što je koeficijent trenja među njihovim tarnim površinama veći. Zbog toga je i postizavanje što veće vrijednosti μ jedna od glavnih težnji pri konstrukciji tarnih prijenosa. To se može postići oblaganjem vijenaca tarenica frikcijskim materijalima. Tako se na primjer kombinacijom čeličnih tarenica i tarenica obloženih gumom mogu u tarnim prijenosima postići koeficijenti trenja i do 0,8. 
Ako se na mjesto običnog čelnog tarnog prijenosa upotrijebi prijenos klinastom i nažlijebljenom tarenicom od istog materijala, smanjuje se tlačna sila i time opterećenje vratila i ležaja na približno trećinu od prve vrijednosti.
Slično kao i kod valjnih ležaja, zbog elastičnosti materijala, sila pritiska između tarenica u tarnim prijenosima djeluje na određenu površinu. Zbog toga na tim mjestima vlada već prema veličini te površine veći ili manji, takozvani dodirni tlak, koji je prema H. R. Hertzu to veći što je veća zakrivljenost u dodirnoj točki tarenice, to jest što je manji polumjer zakrivljenosti.

## Prednosti i nedostaci tarnih prijenosa
Prednosti tarnih prijenosa jesu razmjerno male izmjere (dimenzije), lakoća i jednostavnost konstrukcije, mogućnost primjene u uređajima za bezstepenu promjenu prijenosnog odnosa, brzine okretanja i smjera vrtnje, što omogućuje brzo uključivanje i isključivanje iz pogona mehanizama u kojima se upotrebljavaju i što s pomoću elastičnih obloga omogućuju bešuman rad. 
Nedostaci su tarnih prijenosa u tome što se u njima potrebna tlačna sila ne stvara automatski (treba za to posebne uređaje), što je proklizavanje u njihovom radu razmjerno veliko pa ne osiguravaju točno održavanje prijenosnog odnosa, što se griju u radu, što su primjenjivi na malim osnim razmacima, što su gubici snage u njima dosta veliki i što uzrokuju velika opterećenja vratila i ležaja. 

## Primjena tarnih prijenosa
Gledano s obzirom na način rada, vožnja na kotačima jest samo poseban slučaj tarnog prijenosa, pri čemu se taru jedno o drugo obodna površina kotača i površina ceste, tračnica i slično. U tom procesu opterećenje kotača vlastitom težinom vozila i njegovim teretom jest tlačna sila. Pojedinosti u kojima se ovaj proces razlikuje od ostalih procesa tarnih prijenosa jesu samo oblik obodne površine kotača i koeficijent trenja tarnih parova koji pri tome dolaze u obzir. Takvi su tarni parovi na primjer kod lokomotiva i tramvaja obodne površine metalnih kotača i čelične tračnice, kod automobilnih vozila obodna površina kotača od prirodne ili sintetske gume, ili drugih materijala i površina kolnika (kamen, asfalt, beton, pijesak i tako dalje). Zbog toga je područje primjene tarnih prijenosnika u širem smislu izvanredno široko. 
No, i bez obzira na to, primjena tarnih prijenosnika u tehnici vrlo je široka. Opisana njihova svojstva čine ih vrlo prikladnim za prijenos manjih snaga uz manje obodne brzine. Poznate su njihove izvedbe za snage do 150 kW i obodne brzine do najviše 20 m/s. Mnogo se upotrebljava u različitim strojevima, prijenosima, spravama i uređajima. Povoljna svojstva tarnih prijenosa najviše je došla do izražaja u njihovoj primjeni na području bezstepene regulacije broja okretaja u tarnim (frikcijskim) varijatorima. 

### Tarni ili frikcijski varijatori
Način djelovanja jednog jednostavnog tarnog čelnog varijatora prikazan je na slici. Pri tome je neobložena tarenica 1 vodeća, a tarenica 2 s oblogom vođena. Vođena tarenica može se pomicati po svojoj osovini na povodnom peru p. Zbog prijenosnog odnosa, koji je u ovom slučaju:
{\displaystyle i={\frac {R_{x}}{R}}={\frac {n_{x}}{n}}}
gdje su n i Rx - broj okretaja vodeće tarenice i dodirni polumjer (polumjer središnje kružnice njene dodirne površine s vođenom tarenicom), a nx i R - broj okretaja i polumjer vođene tarenice. Kako su za vrijeme rada n i R stalne veličine, mora pri tom pomicanju doći do promjena broja okretaja vođene tarenice. Kad se ova odmiče od osi vodeće tarenice, njen se broj okretaja povećava i obrnuto. 
Osim mijenjanja brzine, ovaj varijator omogućuje i jednostavno mijenjanje smjera okretanja vođene tarenice, jer pri njenom pomicanju slijeva nadesno (lijevo od osi vodeće tarenice) ona na kraju mora dospjeti u položaj u kojemu je Rx = 0, pa stoga i i = 0, a nastavi li se dalje pomicati slijeva nadesno ona ulazi u područje desno od osi vodeće tarenice gdje joj brzina okretanja opet raste, ali u obrnutom smjeru. 
Na slici je prikazana konstrukcija modernog varijatora, takozvani Svetozarovljev sustav. U tom varijatoru tarenice su dvije šalice globoidnog oblika 1 i 2 i nagibni valjci 3 i 4 koji se po njima valjaju. Nagibni valjci mogu se zakretati oko osi O1 i O2. Pri tome se mijenjaju dodirni promjeri nagibnih valjaka i vodeće tarenice, s jedne, i vođene tarenice s druge strane, što uz stalan broj okretaja prve, mora promijeniti broj okretaja druge. Funkcioniranje ovog varijatora pobliže je prikazano skicom. U prikazanom položaju nagibnih valjaka (krajnji lijevi položaj) promjer na vodećoj tarenici d1 veći je od promjera na vođenoj d2, to jest d1 > d2, pa zbog toga mora biti n2 > n1. Vrijednosti prijenosnog omjera u kojem se mogu regulirati takvi varijatori jesu od 6 do 8. Tlačna sila za njihov rad postiže se automatski s pomoću ugrađenih mehanizama 5 i 6.
Konstrukcijski je materijal valjnih dijelova ovih varijatora kaljeni čelik, ali im se nagibni valjci oblažu tekstolitima. Takvi varijatori mogu raditi i bez podmazivanja, jer se ni tada ne ugrijavaju preko dopuštene granice.